# Michael Olowokandi
Michael Olowokandi (Lagos, 3 aprile 1975) è un ex cestista nigeriano, professionista in Italia e nella NBA.

## Carriera

### College
Nato a Lagos, in Nigeria, e cresciuto in Inghilterra, a vent'anni Olowokandi si trasferì negli Stati Uniti per frequentare la University of Pacific, in California. Nell'ultimo anno al college, Olowokandi si mise in luce nel torneo NCAA con ottime prestazioni, tanto da convincere i dirigenti della squadra NBA Los Angeles Clippers ad investire su di lui la prima scelta assoluta al draft NBA 1998.

### NBA
Il 1998 è l'anno del lock-out: per problemi di intesa contrattuale tra la Lega e l'Associazione dei Giocatori, il Campionato inizia a febbraio invece che a novembre. Olowokandi si trasferisce quindi in Italia alla Virtus Bologna per questo periodo di tempo. All'inizio della stagione NBA firma con i Clippers il classico contratto da Rookie di 3 anni con opzione per il quarto anno. Alla scadenza del suo contratto, è free agent con restrizioni, ma non ricevendo offerte ritenute adeguate né dai Clippers né da altre squadre, firma per un anno in attesa di un contratto migliore nell'estate successiva. In questa stagione, la 2002-03, ottiene ottime cifre, le sue migliori in carriera con 12,3 punti e 9,1 rimbalzi di media, ma gioca solo 38 partite per infortunio.
Nell'estate 2003 nessuna squadra gli offre il contratto che aspettava, e si accontenta dei 16,2 milioni di dollari in tre anni offerti dai Minnesota Timberwolves, che stanno costruendo una squadra per puntare al titolo intorno alla stella Kevin Garnett. Rimane due anni e mezzo a Minneapolis, tradendo ulteriormente le aspettative e peggiorando di anno in anno nelle statistiche e nel rendimento. Viene scambiato ai Boston Celtics a metà stagione 2005-06. A Boston gioca poco e male. Alla scadenza del suo contratto, non riceve offerte e rifirma al minimo salariale con i Celtics. La stagione 2006-07 è la peggiore in assoluto per Olowokandi: gioca solo 24 partite da riserva e totalizza solo 1,7 punti e 2,0 rimbalzi di media. Alla fine della stagione il suo contratto non viene rinnovato, e per la stagione 2007-08 non trova ingaggi.
Benché non avesse annunciato il ritiro, di fatto rimase inattivo nel basket professionistico per diversi anni, nonostante fosse ancora abbastanza giovane, perciò venne considerato ritirato a tutti gli effetti.
Viene considerato la peggior prima scelta assoluta degli anni novanta, dato che sul campo ha quasi sempre deluso e le sue stagioni migliori sono state con una squadra perdente come i Clippers di fine anni novanta. Vista la sua origine nigeriana, veniva considerato un possibile erede di Hakeem Olajuwon, ma questa etichetta non ha fatto che peggiorare la situazione per lui creando troppe aspettative, poi deluse.

## Statistiche

### College
| Anno      | Squadra        | PG | PT | MP   | TC%  | 3P% | TL%  | RP   | AP  | PRP | SP  | PP   |
| --------- | -------------- | -- | -- | ---- | ---- | --- | ---- | ---- | --- | --- | --- | ---- |
| 1995-1996 | Pacific Tigers | 25 | -  | 10,3 | 52,6 | -   | 55,6 | 3,4  | 0,2 | 0,1 | 1,3 | 4,0  |
| 1996-1997 | Pacific Tigers | 19 | 14 | 22,8 | 57,0 | -   | 33,3 | 6,6  | 0,4 | 0,4 | 1,7 | 10,9 |
| 1997-1998 | Pacific Tigers | 33 | -  | 31,7 | 60,9 | -   | 48,5 | 11,2 | 0,8 | 0,3 | 2,9 | 22,2 |
| Carriera  | Carriera       | 77 | 14 | 22,5 | 59,2 | -   | 46,6 | 7,5  | 0,5 | 0,2 | 2,1 | 13,5 |

### NBA

#### Regular Season
| Anno      | Squadra            | PG  | PT  | MP   | TC%  | 3P% | TL%  | RP  | AP  | PRP | SP  | PP   |
| --------- | ------------------ | --- | --- | ---- | ---- | --- | ---- | --- | --- | --- | --- | ---- |
| 1998-1999 | L.A. Clippers      | 45  | 36  | 28,4 | 43,1 | -   | 48,3 | 7,9 | 0,6 | 0,6 | 1,2 | 8,9  |
| 1999-2000 | L.A. Clippers      | 80  | 77  | 31,2 | 43,7 | -   | 65,1 | 8,2 | 0,5 | 0,4 | 1,8 | 9,8  |
| 2000-2001 | L.A. Clippers      | 82  | 82  | 25,9 | 43,5 | -   | 54,5 | 6,4 | 0,6 | 0,4 | 1,3 | 8,5  |
| 2001-2002 | L.A. Clippers      | 80  | 79  | 32,1 | 43,3 | -   | 62,2 | 8,9 | 1,1 | 0,7 | 1,8 | 11,1 |
| 2002-2003 | L.A. Clippers      | 36  | 36  | 38,0 | 42,7 | -   | 65,7 | 9,1 | 1,3 | 0,5 | 2,2 | 12,3 |
| 2003-2004 | Minnesota T'wolves | 43  | 25  | 21,5 | 42,5 | -   | 59,0 | 5,7 | 0,6 | 0,4 | 1,6 | 6,5  |
| 2004-2005 | Minnesota T'wolves | 62  | 34  | 19,6 | 45,6 | -   | 66,7 | 5,2 | 0,5 | 0,2 | 0,9 | 5,9  |
| 2005-2006 | Minnesota T'wolves | 32  | 24  | 23,5 | 44,6 | -   | 48,7 | 5,6 | 0,5 | 0,6 | 0,8 | 6,0  |
| 2005-2006 | Boston Celtics     | 16  | 0   | 10,4 | 44,4 | -   | 62,5 | 2,6 | 0,4 | 0,2 | 0,4 | 2,8  |
| 2006-2007 | Boston Celtics     | 24  | 0   | 9,8  | 41,3 | -   | 66,7 | 2,0 | 0,2 | 0,3 | 0,5 | 1,7  |
| Carriera  | Carriera           | 500 | 393 | 26,3 | 43,5 | -   | 59,7 | 6,8 | 0,7 | 0,5 | 1,4 | 8,3  |

#### Playoffs
| Anno     | Squadra            | PG | PT | MP   | TC%  | 3P% | TL%  | RP  | AP  | PRP | SP  | PP  |
| -------- | ------------------ | -- | -- | ---- | ---- | --- | ---- | --- | --- | --- | --- | --- |
| 2004     | Minnesota T'wolves | 15 | 2  | 14,9 | 32,4 | 0,0 | 87,5 | 3,5 | 0,1 | 0,1 | 0,7 | 2,1 |
| Carriera | Carriera           | 15 | 2  | 14,9 | 32,4 | 0,0 | 87,5 | 3,5 | 0,1 | 0,1 | 0,7 | 2,1 |

## Palmarès
- NBA All-Rookie Second Team (1999)